# 飯田忠雄
飯田 忠雄（いいだ ただお、1912年1月28日 - 2012年1月16日）は、日本の政治家。衆議院議員（2期、公明党）、参議院議員（1期）、神戸学院大学教授。俳人。

## 経歴
愛知県名古屋市出身。1939年京都帝国大学法学部卒。同年満洲に渡り、総務庁協和会に勤める。1946年帰国し、翌年運輸省に入る。内閣調査室に出向、海上保安庁に戻ってからは、海上保安大学校の首席教授を最後に1969年に退職し神戸学院大学教授に就任した。
1974年の兵庫県知事選に公明党推薦で立候補するが落選、1976年の総選挙において兵庫3区から公明党公認で立候補して当選し2期務める。この間1977年4月18日の衆院法務委でロッキード事件の灰色高官を擁護する質問をした。1980年の総選挙で落選するも1983年の参院選に比例区から立候補して参院議員1期。1989年に政界から引退するする。
同年4月の春の叙勲で勲三等に叙され、旭日中綬章を受章した。
2012年1月16日、老衰のため、死去した。99歳没。死没日をもって従四位に叙された。